# 충청북도농산사업소
충청북도농산사업소(忠淸北道農産事業所)은 지방자치법 제114조에 따라 농산물 원종 및 우량잠종의 생산·공급을 원활히 하기 위하여 설치된 충청북도청 소속기관이다.

## 같이 보기
- 충청북도청